# فنسنت بلانشت
فنسنت بلانشت (بالفرنسية: Vincent Blanchet)‏ هو كاتب سيناريو ومخرج فرنسي، ولد في 16 أبريل 1945 في نويي-سور-سين في فرنسا، وتوفي في 13 مارس 2011.

## روابط خارجية
- فنسنت بلانشت على موقع IMDb (الإنجليزية)